# 倉本站
倉本站（日语：／ Kuramoto eki */?）是屬於東海旅客鐵道（JR東海）中央本線的鐵路車站，位於日本長野縣木曾郡上松町。

## 歷史
- 1914年（大正3年）5月1日：以立町信號所的名稱開業，為鐵道省的一個車站。
- 1922年（大正11年）4月1日：改為立町信號場。
- 1948年（昭和23年）9月1日：改為現在名稱。
- 1949年（昭和24年）6月1日：成為日本國有鐵道的一個車站。
- 1987年（昭和62年）4月1日：國鐵分割民營化，成為東海旅客鐵道的一個車站。

## 車站結構
本站為側式月台2面2線的地面車站。

### 月台配置
| 月台 | 路線     | 方向 | 目的地             |
| ---- | -------- | ---- | ------------------ |
| 1    | 中央本線 | 下行 | 木曾福島、長野方向 |
| 2    | 中央本線 | 上行 | 中津川、名古屋方向 |

## 车站周边
- 木曾川
- 国道19号

## 相鄰車站
東海旅客鐵道（JR東海）
 中央本線
■普通
上松（CF29）－倉本－須原